# Higashikawa
Higashikawa (東川町?) è una cittadina giapponese della prefettura di Hokkaidō.